# Trixie Smith
Trixie Smith, (Atlanta, 1895 – New York, 1943. szeptember 21.) amerikai bluesénekesnő, vaudeville-szereplő, színésznő. Négy tucat lemezfelvételt készített és öt filmben szerepelt.

## Pályafutása
| Trixie Smith                              | Trixie Smith                              |
| Kattints az alábbi külső linkek egyikére! | Kattints az alábbi külső linkek egyikére! |
| ----------------------------------------- | ----------------------------------------- |
| Nem található szabad kép.(?)              |                                           |
| külső link · jogvédett                    | Trixie Smith                              |

Trixie Smith középosztálybeli családból származott, a georgiai Atlantában született és nőtt fel. Születési évszámait különböző dátumokon adják meg, (1885, 1888, vagy 1895). Az alabamai Selma Egyetemre járt, mielőtt húszéves korában, 1915. körül New Yorkba költözött. Nem sokkal ezután számos kávézóban és színházban kezdett dolgozni Harlemben és Philadelphiában.
Vaudeville és Minstrel show-k előadóművészeként kezdte pályafutását. Humoristaként, táncosnőként, színésznőként és énekesbőként lépett fel vándorelőadásokban. 1916 és az 1920-as évek eleje között kiemelt énekesként turnézott. Bessie Lee néven lépett fel a Broadway-on, és a Silvertone Recordsnak készített felvételeket.
Mielőtt 1922-ben elkészítette első felvételeit a Black Swan Recordsnál, a Theater Owners Booking Association varieté körútjain is dolgozott. Ezek között volt a „My Man Rocks Me (With One Steady Roll)” (1922) című dal, amely történelmi jelentőségű, mivel ez volt az első lemez, amely a kontextusban utalt a rocking és a rolling szavakra. Ez a lemez lemeze számos dalszöveg-feldolgozást inspirált, például Lil Johnson „Rock That Thing” és Ikey Robinson „Rock Me Mama” című dalát.
Szintén 1922-ben a „southern nightingale” néven is emlegetett Smith első helyezést és egy ezüstkupát nyert egy blues énekversenyen, ahol saját szerzeményét, a „Trixie's Blues”-t énekelte a New York-i Inter-Manhattan Kaszinóban Irene Castle táncosnő támogatásával.
Leginkább a „Railroad Blues” (1925) című slágeréről emlékeznek rá, amely az egyik legihletettebb vokális előadását tartalmazza a lemezein; valamint a „The World Is Jazz Crazy and So Am I” (1925) című daláról. Mindkét dalban Louis Armstrong játszott kornetten.
Smith kifinomult előadóművész volt, lemezein számos kiemelkedő blues-dal szerepel, amelyeken olyan művészek kísérik, mint James P. Johnson és Freddie Keppard. 1924-ben és -25-ben a Fletcher Henderson zenekarával készített felvételeket a Paramount Records számára. Az 1930-as évek végére korábban kislányos hangja teltebbé, előadásmódja pedig közvetlenebbé és szexisebbé vált. A rhythm and blues- és soul-énekesek is átvették előadásmódját. Ahogy bluesénekesnői karrierje hanyatlásnak indult, főként kabaré-revükben való fellépésekből és musical-revükben való szereplésekből tartotta fenn magát. Szerepelt a New York Revue-ben (1928) és a Next Door Neighbors nevű (1928) a harlemi Lincoln Theaterban. Szerepelt Mae West rövid életű, 1931-es Broadway-show-jában, a The Constant Sinnerben is. Két évvel később a Theatre Guild színpadára került a „Louisiana” című musicalben.
1938-ban fellépett a John H. Hammond által szervezett „From Spirituals to Swing” című koncerten. 1938-ban és 1939-ben hét számot vett fel. Későbbi felvételeinek nagy részét Sidney Bechettel készítette a Decca Recordsnál 1938-ban. 1939-ben a „No Good Man” című számot Red Allennel és Barney Bigarddal közös zenekarral vette fel. 1943-ban, New Yorkban halt meg egy rövid betegség után, 48 éves korában.
Miután New Yorkban meghalt, nagyrészt elfeledkeztek róla. 2017-ben hangja a „Jack I'm Mellow” című dala a „Disjointed” című tévés vígjátéksorozat főcímdalaként bukkant fel.

## Albumok
- 1924: Complete Recorded Works in Chronological Order, vol. 1: 1922–1924
- 1939: Complete Recorded Works in Chronological Order, vol. 2: 1925–1939
- https://www.discogs.com/artist/456907-Trixie-Smith?srsltid=AfmBOorAxeAcDX-MAOCV5P4lb7i7_ti3YhQYGiT2D7sOGyf-CIinYUZX

## Filmek
- The Black, King R.: Bud Pollard (1932)
- Drums O’ Voodoo, R.: Arthur Hoerl (1934)
- Swing!, R.: Oscar Micheaux (1938)
- God’s Step Children, R.: Oscar Micheaux (1938)
- Birthright R.:  Zoe Pepper (1938)

- Trixie Smith az IMDb-n

## Fordítás
- Ez a szócikk részben vagy egészben  a   Trixie Smith című angol Wikipédia-szócikk ezen változatának fordításán alapul.  Az eredeti cikk szerkesztőit annak laptörténete sorolja fel. Ez a jelzés csupán a megfogalmazás eredetét és a szerzői jogokat jelzi, nem szolgál a cikkben szereplő információk forrásmegjelöléseként.| Nemzetközi katalógusok | - WorldCat: E39PBJfcJh36MFQP4Dh4v7FFrq - VIAF: 37104239 - LCCN: no00073961 - ISNI: 0000 0000 7991 0007 - GND: 1112606432 - BNF: cb13925357j - BIBSYS: 1015502 - MusicBrainz: 763d40ab-e42f-49bf-b16d-d388356f800c |